# Новіков Геннадій Іванович
Генна́дій Іва́нович Но́віков (1915—1993) — радянський льотчик бомбардувальної авіації на фронтах Другої світової війни, Герой Радянського Союзу (27.06.1945). Гвардії майор.

## Біографія
Народився 20 січня 1915 року в місті Тайга (тепер — Кемеровська область). Після закінчення семирічної школи і школи фабрично-заводського учнівства працював помічником машиніста на залізниці. Паралельно з роботою навчався в Тайгинському аероклубі.
У вересні 1938 року призваний на службу в Робітничо-селянську Червону армію. В 1940 році закінчив Новосибірську військову авіаційну школу пілотів.
З жовтня 1942 року — на фронтах Другої світової війни. Тричі був збитий, але встигав залишати літаки до їх падіння, двічі зазнав важких поранень. 15 червня 1944 року, будучи збитим, вистрибнув з парашутом, але при приземленні зламав ногу і був узятий у полон румунськими військами. 29 серпня того ж року зумів втекти з табору й у вересні того ж року повернувся в свій полк.
До квітня 1945 року гвардії капітан Геннадій Новіков командував ескадрильєю 82-го гвардійського бомбардувального авіаполку 1-ї гвардійської бомбардувальної авіадивізії 6-го гвардійського бомбардувального авіакорпусу 2-ї повітряної армії 1-го Українського фронту. На той час він здійснив 97 бойових вильотів, взяв участь у 17 повітряних боях, особисто збивши 3 ворожих літаки.
Указом Президії Верховної Ради СРСР від 27 червня 1945 року за «зразкове виконання бойових завдань командування на фронті боротьби з німецьким фашизмом і проявлені при цьому відвагу і геройство» гвардії капітан Геннадій Новіков удостоєний високого звання Героя Радянського Союзу з врученням ордена Леніна і медалі « Золота Зірка» за номером 7607.
У 1946 році у званні майора звільнений у запас. Проживав і працював спочатку на батьківщині, потім у Барнаулі. В 1951 році закінчив Томський електромеханічний інститут залізничного транспорту. Працював у локомотивному депо станції Топки Західно-Сибірської залізниці (Кемеровська область) «виріс» до посади заступника начальника депо, а потім став і начальником депо. Пізніше переведений у місто Барнаул Алтайського краю на посаду заступника начальника Алтайського відділення дороги.
Помер 6 січня 1993 року.

## Нагороди
- Герой Радянського Союзу
- Орден Леніна
- Орден Червоного Прапора
- Орден Олександра Невського
- Два ордени Вітчизняної війни 1-го ступеня
- Орден Червоної Зірки
- Ряд медалей СРСР
- Нагрудний знак Почесний залізничник[2]

## Пам'ять
- На честь Новікова названо електровоз локомотивного депо станції Барнаул[2].
- На будівлі Алтайського відділення Західно-Сибірської залізниці в Барнаулі встановлена меморіальна дошка (2007).
- Меморіальна дошка встановлена на будинку, в якому Г. І. Новіков жив після війни в Барнаулі (площа Перемоги, будинок 8).
- Ім'я Героя висічено на Меморіалі Слави в Барнаулі.